# Leila Schmit
Leila Schmit (* 9. November 2006 in Luxemburg) ist eine luxemburgische Fußballspielerin. Sie steht seit dem Sommer 2023 bei der SV Elversberg in der Regionalliga Südwest und Vertrag und ist A-Nationalspielerin ihres Landes.

## Karriere

### Verein
Von 2021 bis 2023 war die Leila Schmit für den FC Red Star Merl-Belair in der Zweiten und Dritten Liga Luxemburgs aktiv. Im Sommer 2023 folgte dann für die damals 17-jährige Mittelfeldpielerin der Wechsel nach Deutschland zur SV Elversberg in die drittklassige Regionalliga Südwest. Am Ende der Spielzeit 2023/24 gewann man durch einen 1:0-Finalsieg über den 1. FC Saarbrücken den Saarlandpokal.

### Nationalmannschaft
Zwischen September 2021 und März 2023 absolvierte Schmit neun EM-Qualifikationsspiele für die luxemburgische U-17-Auswahl. Während dieser Zeit gab die Spielerin am 13. November 2022 gegen Litauen auch ihr Debüt für dessen A-Nationalmannschaft. Bei der 2:3-Heimniederlage in Rümelingen wurde sie in der 69. Minute für Catarina Teixeia Lavinas eingewechselt.

## Erfolge
- Saarlandpokalsieger: 2024